# Ромедиус Константин фон Тун и Хоенщайн
Ромедиус Константин фон Тун и Хоенщайн (на немски: Romedius Constantin, Graf von Thun-Hohenstein; * 2 март 1641; † 30 април 1700) е граф на Тун и Хоенщайн в Тирол.

## Произход
Той е по-малък син на граф Йохан Зигизмунд фон Тун и Хоенщайн (1594 – 1646) и третата му съпруга графиня Маргарета Анна фон Йотинген-Балдерн († 1684), дъщеря на граф Ернст I фон Йотинген-Балдерн (1584 – 1626) и графиня Катарина фон Хелфенщайн-Визенщайг (1589 – 1638). Брат е на граф Максимилиан фон Тун-Хоенщайн (1638 – 1701), Франц Зигмунд фон Тун и Хоенщайн (1639 – 1702), гранд-приор на Малтийския орден, посланик в Лондон и Варшава, фелдмаршал 1700 г., граф Йохан Ернст фон Тун-Хоенщайн (1643 – 1709), епископ на Зекау (1679 – 1687) и княжески архиепископ на Залцбург (1687 – 1709), и на Рудолф Йозеф фон Тун-Хоенщайн († 1702), епископ на Зекау, монах капуцинец.
Той е по-малък полубрат на Гуидобалд фон Тун и Хоенщайн (1616 – 1668), кардинал (1666), княжески архиепископ на Залцбург (1654 – 1668), Венцел/Венцеслаус фон Тун и Хоенщайн (1629 – 1673), епископ на Пасау (1664 – 1673) и Гурк (1665 – 1673).

## Фамилия
Първи брак: с Йозефа фон Валдщайн. Те имат един син:
- Ромедиус Йохан Франц фон Тун и Хоенщайн цу Холтицз (* 1683; † 23 януари 1719), женен за графиня Мария Йозефа Антония Каролина фон Валдщайн (* 13 септември 1688; † 23 ноември 1735)[3]

Втори брак: през 1669 г. с Мария Франциска Барбара фон Залм-Нойбург (* 1655; † 20 февруари 1707), дъщеря на граф Карл фон Залм-Нойбург (1604 – 1662/1664) и графиня Елизабет Бернхардина фон Тюбинген, фрайфрау фон Лихтенек (1624 – 1666). По други източници тя е майка на синът му Ромедиус Йохан Франц.